# Сельденьга
Сельденьга — река в России, протекает в Великоустюгском и Кичменгско-Городецком районах Вологодской области. Устье реки находится в 161 км по правому берегу реки Кичменьга. Длина реки составляет 13 км.
Исток реки находится в Великоустюгском районе в южной части болота Сельденгское в 16 км к юго-западу от посёлка Полдарса. Генеральное направление течения — юг. В среднем течении перетекает в Кичменгско-Городецкий район. Всё течение проходит по ненаселённой холмистой тайге на возвышенности Северные Увалы.

## Данные водного реестра
По данным государственного водного реестра России и геоинформационной системы водохозяйственного районирования территории РФ, подготовленной Федеральным агентством водных ресурсов:
- Бассейновый округ — Двинско-Печорский;
- Речной бассейн — Северная Двина;
- Речной подбассейн — Малая Северная Двина;
- Водохозяйственный участок — Юг;
- Код водного объекта — 03020100212103000010767.